# جد سبينس
جد سبينس (بالإنجليزية: Djed Spence)‏ هو لاعب كرة قدم بريطاني في مركز ظهير ‏، ولد في 9 أغسطس 2000 في لندن في المملكة المتحدة. لعب مع نادي ميدلزبره.

## وصلات خارجية
- جد سبينس على موقع الاتحاد الأوربي (الإنجليزية)
- جد سبينس على موقع إي إس بي إن إف سي (الإنجليزية)
- جد سبينس على موقع قاعدة بيانات كرة القدم.إي يو (الإنجليزية)
- جد سبينس على موقع ليكيب (الفرنسية)
- جد سبينس على موقع Soccerbase.com (لاعب) (الإنجليزية)
- جد سبينس على موقع Soccerway.com (الإنجليزية)
- جد سبينس على موقع عالم كرة القدم.نت (الإنجليزية)
- جد سبينس على موقع كووورة